# Valkonya
Valkonya là một thị trấn thuộc hạt Zala, Hungary. Thị trấn này có diện tích 7,55 km², dân số năm 2010 là 66 người, mật độ 9 người/km².